# پایکامب
پایکامب (به انگلیسی: Pyecombe) یک روستا و محله مدنی در بریتانیا است که در Mid Sussex واقع شده‌است. پایکامب ۸٫۸۷ کیلومتر مربع مساحت و ۲۰۰ نفر جمعیت دارد.